# BA-20

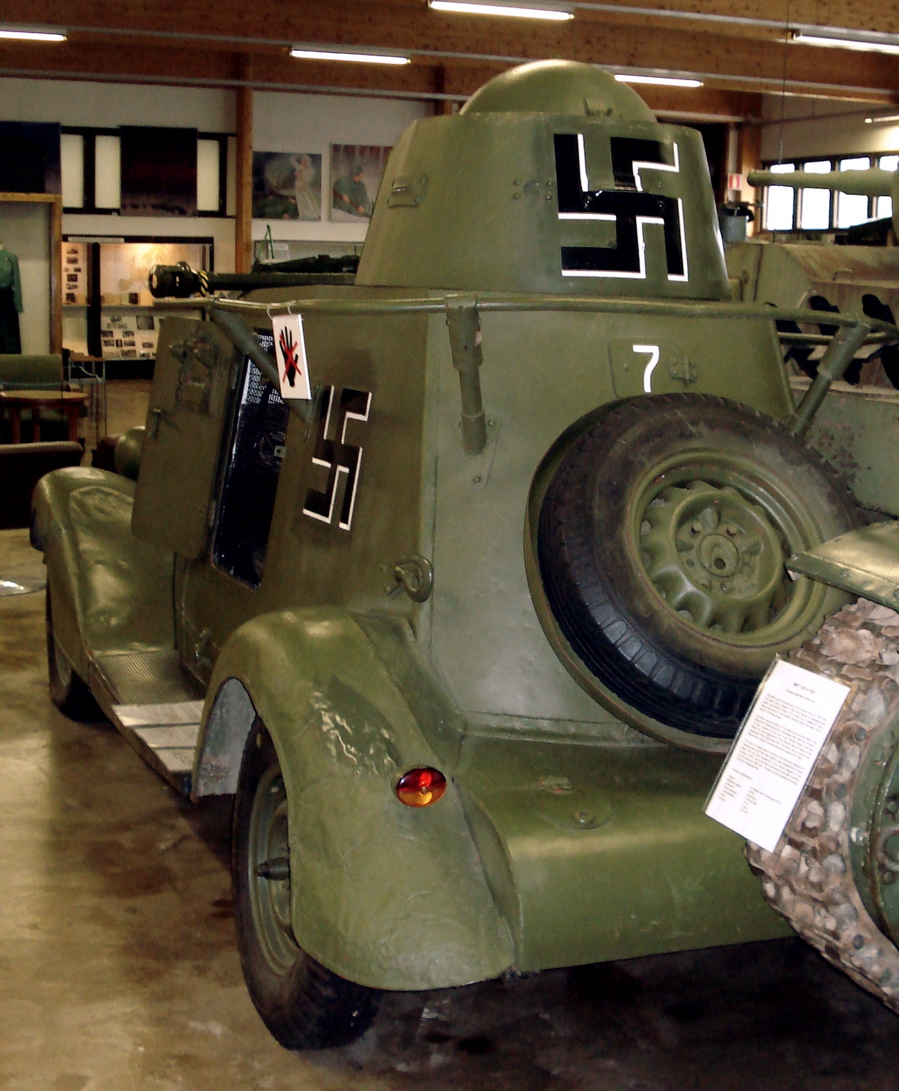
BA-20M achteraanzicht

De BA-20 (Russisch: БА-20), afkorting van Бронеавтомобиль 20, Broneavtomobil ("pantserauto") 20, was een licht gepantserd wielvoertuig van de Sovjet-Unie. Het pantser bood alleen bescherming tegen de wapens van het kleinste kaliber en granaatscherven. Het was bewapend met een 7,62 mm machinegeweer in een koepel boven op het voertuig. In 1938 kwam een verbeterde versie in productie, de BA-20M. Deze kreeg een iets grotere gevechtstoren en een vaste bemanning van drie personen. De BA-20 en BA-20M waren in gebruik van 1936 tot 1945.

## Ontwerp en productie
De BA-20-pantserwagen werd ontwikkeld voor verkennings- en communicatiedoeleinden voor het Rode Leger. Het was afgeleid van de civiele GAZ-M1 van de Russisch producent GAZ gevestigd in Nizjni Novgorod. De productie van het voertuig begon in 1935. Het chassis werd gemaakt bij GAZ, maar de opbouw kwam van de Vyksinskiy fabriek, waar ook de finale assemblage van het voertuig plaatsvond. Het voertuig was in productie tussen 1936 en 1938. Na 1938 kwam de verbeterde versie in productie, de BA-20M. Deze had een grotere geschutskoepel en alle voertuigen waren voorzien van een radio.

## Beschrijving
Direct bij de inzet van het voertuig in de strijd werd duidelijk dat het een aantal tekortkomingen had. Het pantser was met maximaal 6 mm zeer dun en bood alleen bescherming tegen de kleinste wapens. De banden waren massief, maar dit had als voordeel dat bij een beschadiging nog doorgereden kon worden. Het had alleen aandrijving op de achterwielen (4x2) en door de combinatie van het hoge gewicht en het lage vermogen van de motor waren de rijeigenschappen in het terrein onvoldoende. Het was eigenlijk alleen op de weg goed te gebruiken. De BA-10 had een brandstoftank van 70 liter en dit gaf het voertuig een bereik van zo’n 350 kilometer.
De ronddraaiende gevechtskoepel was voorzien van een machinegeweer met een kaliber van 7,62 mm. Dit was ook onvoldoende om de vijand op een afstand te houden. Aan boord was ruimte om zo’n 1.400 patronen mee te nemen.
De bemanning bestond uit twee personen, een chauffeur en een commandant / schutter. Sommige voertuigen kregen ook een radio aan boord en daarmee een derde bemanningslid. De voertuigen met radio waren duidelijk kenbaar aan de antenne, deze liep met een boog om de koepel heen.
In 1938 werd een verbeterde versie geïntroduceerd. De BA-20M kreeg een nieuwe en grotere geschutskoepel en een radio bij de standaarduitrusting. De bemanning kwam hiermee ook op standaard drie personen. Het gewicht was 2,5 ton en lag zo’n 200 kilogram hoger in vergelijking tot de BA-20. Een grotere tank van 90 liter benzine verhoogde het actieradius tot 450 kilometer. De motor bleef onveranderd waardoor de maximumsnelheid lager uitkwam op zo’n 70 km/u. De BA-20M bleef tot begin 1942 in productie en in totaal zijn er 2.103 stuks van gemaakt.

## Gebruik
De BA-20 zag voor het eerst actie tijdens de Spaanse Burgeroorlog. De meeste van de voertuigen kwamen echter in dienst bij het Rode Leger. In 1939 werd zij ingezet in de strijd tegen Japan in de Slag bij Halhin Gol in Mongolië. Bij de Winteroorlog tegen de Finnen en bij de inval in Polen in 1940 werd het ook ingezet. De Finnen hebben diverse voertuigen buitgemaakt en weer gebruikt tegen de Russen. In de zomer van 1941 werd het nog gezien tegen de Duitse inval, maar verdween al snel van het strijdtoneel. Begin 1942 werd de productie gestaakt. In totaal zijn zo’n 4.800 exemplaren gemaakt. De BA-20 en BA-20M werden opgevolgd door de BA-64.